# Leopoldsreut

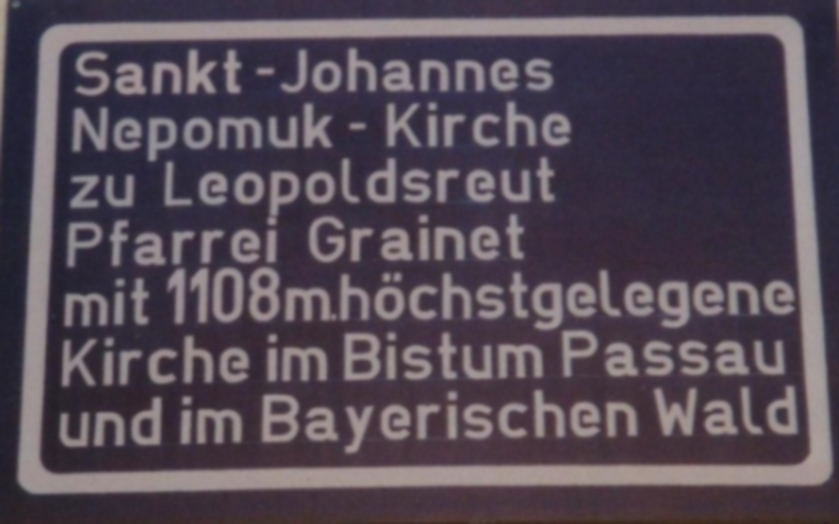

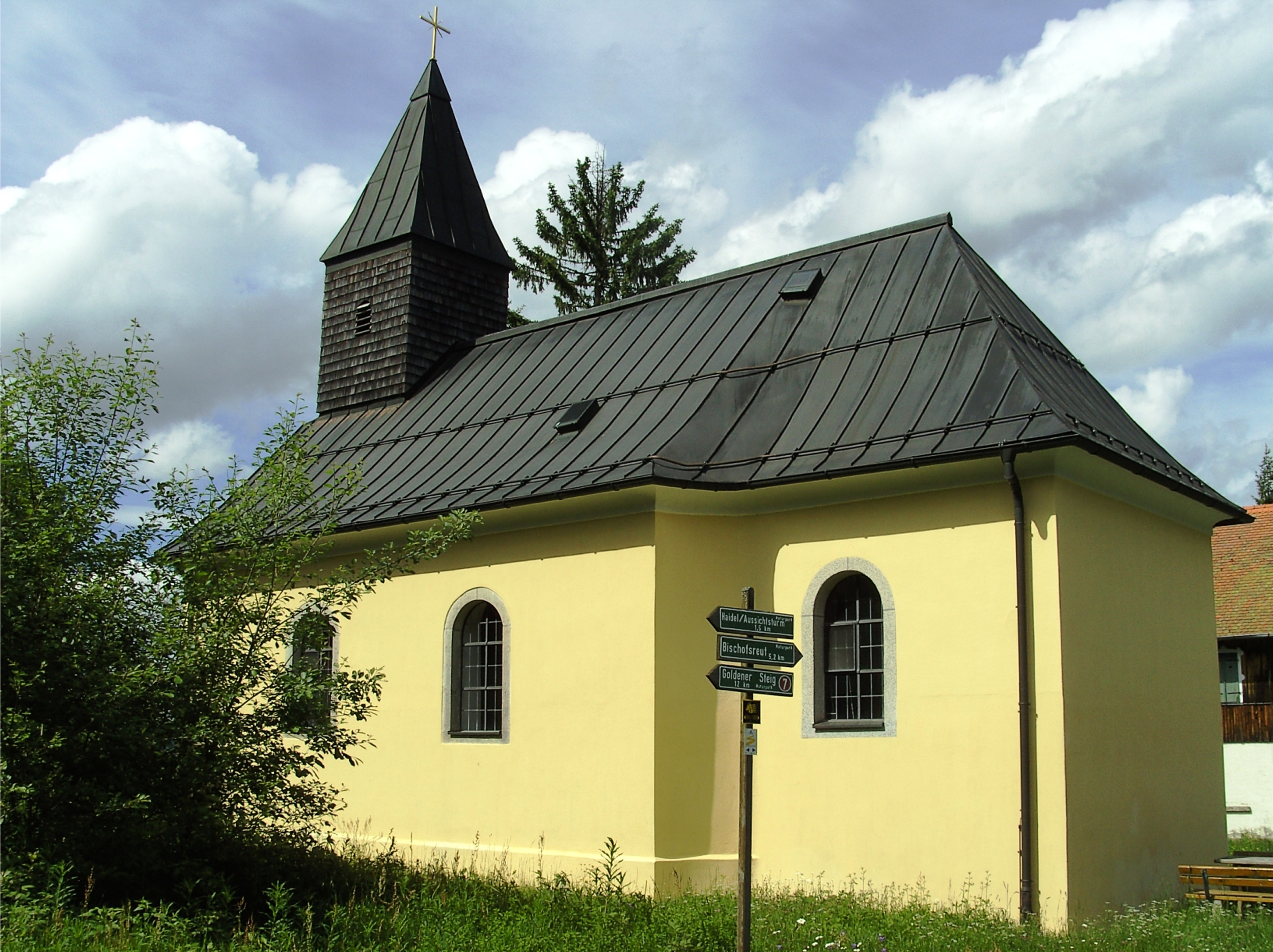
Kirche St. Johannes Nepomuk

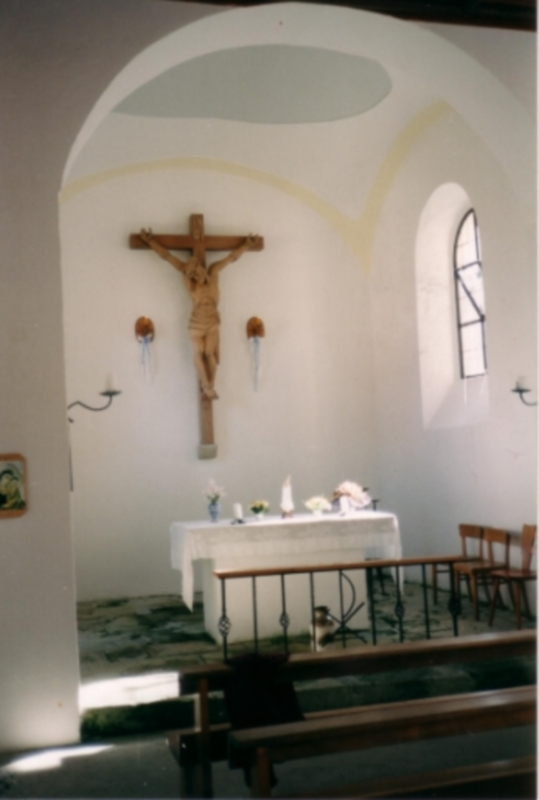
Innenansicht der Kirche

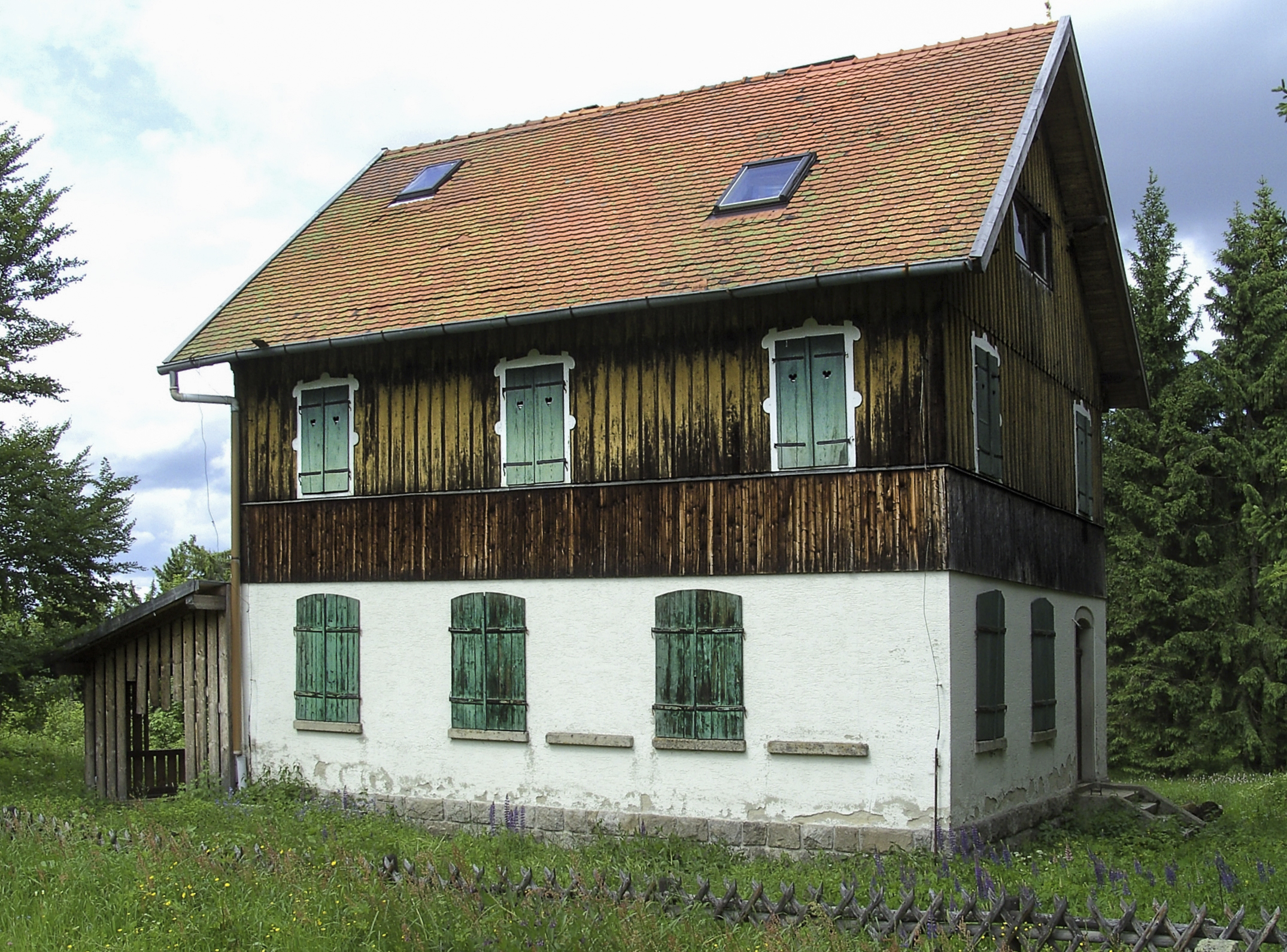
Ehemaliges Schulgebäude von Leopoldsreut

Leopoldsreut oder „Sandhäuser“ ist ein auf 1110 m gelegenes und seit 1963 verlassenes Dorf in der Gemeinde Haidmühle im niederbayerischen Landkreis Freyung-Grafenau. Bis 1875 war die Schreibweise Leopoldsreuth.

## Geschichte
Der damalige Landesherr des Hochstifts Passau, Fürstbischof Leopold V., veranlasste 1618 auf einem alten, kleinen Handelspfad nach Böhmen, in der Nähe des Haidels, eine Mautstelle zu errichten. Da eine Mautstelle zugleich einen Rastplatz zur Folge hat, siedelten sich dort Menschen an, welche Verpflegung anboten. Somit entstand ein kleines Dorf namens Leopoldsreut.
Zu Anfang des 18. Jahrhunderts verlor es die Bedeutung als Mautstelle, denn an der Mühle „in der Haid“, das heutige Haidmühle, entstand eine neue Mautstelle. Zeitweise wurde für die Glasindustrie auch Quarzsand abgebaut. Daher rührt der im Volksmund gebräuchliche Name „Sandhäuser“ für Leopoldsreut.
Im Laufe des 18. Jahrhunderts lebten die Bewohner in zunehmendem Maße von Landwirtschaft und Viehzucht. Die Weideflächen wurden erheblich vergrößert.
Ab 1818 verbesserte sich die Arbeitssituation, da die Einwohner in den Wäldern um Bischofsreut Arbeit fanden, was einen Rückgang der landwirtschaftlichen Tätigkeit zur Folge hatte. Aufgrund des beschwerlichen Lebens – ein Volksspruch lautete: „In Sandhaiser hat’s a dreiviertel Joar Winter und a viertel Joar is’s koid“, denn im Winter war der Ort teils Wochen oder Monate vom fünf Kilometer entfernten Bischofsreut abgeschnitten – zogen um 1859 die ersten Familien vom Ort weg. Dies war der Beginn des langsamen Sterbens des Ortes, der 1889 noch 152 Einwohner zählte. Besitzer und Mieter der Anwesen wechselten von nun an in rascher Folge. Am 27. April 1951 wurde der Name der Gemeinde Leopoldsreut amtlich in Bischofsreut geändert. Die Schule wurde 1955 aufgelöst und die verbleibenden fünf Kinder mussten den fünf Kilometer weiten Schulweg nach Bischofsreut auf sich nehmen. Auch das Ausbleiben der Wirkungen des Wirtschaftswunders nach dem Zweiten Weltkrieg – so gab es bis zuletzt keinen elektrischen Strom, keine Druckwasserleitung, mangelhafte Infrastruktur – führte 1963 zum Wegzug der letzten Einwohner und zum Abriss der bis dahin noch bestehenden Gebäude.
Heute stehen nur noch die neu instandgesetzte Kirche, die ehemalige Schule, die früher die höchstgelegene Schule Deutschlands gewesen war, und das ehemalige Forsthaus.
Das Kreuz in der renovierten Leopoldsreuter Kirche wurde von Fritz Schuster (1922–1987), dem „Herrgottsschnitzer von Grainet“, aus Eichenbalken der niedergelegten Häuser geschnitzt.

## Wissenswertes
Peter Reichardt aus Hinterschmiding erstellte 2007 für seine aus Leopoldsreut stammende Großmutter einen Dokumentarfilm. Dieser wurde am 5. September 2008 am Originalschauplatz vor der Kapelle in Leopoldsreut vor Publikum vorgeführt.
Das auf 1108 m gelegene Schulhaus galt bis zur Auflösung der Schule 1955 als höchstgelegene Schule Deutschlands.
Im September 2023 verstarb Stilla Moritz, die letzte geborene Leopoldsreuterin kurz vor ihrem 96. Geburtstag.

## Persönlichkeiten
- Walter Landshuter (* 29. Juli 1945 in Leopoldsreut), Mitinitiator und -inhaber des ScharfrichterHauses in Passau

## Alte Dorfansichten

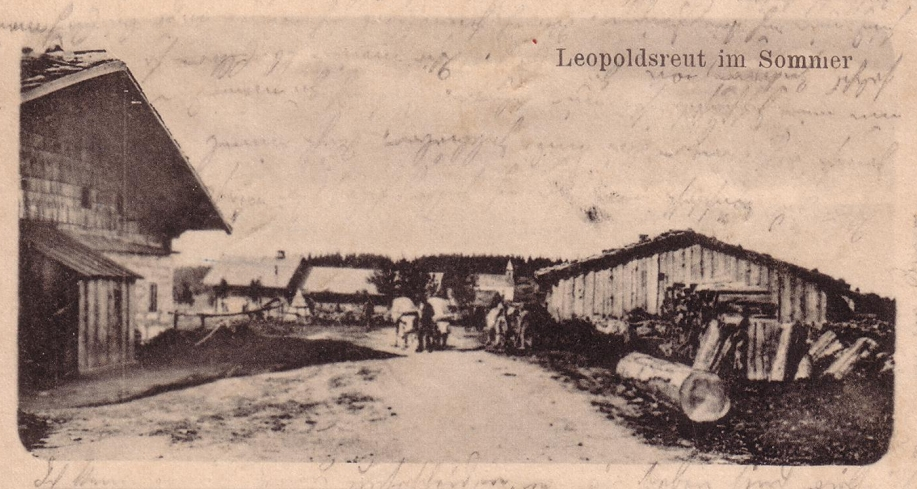
Postkarte von 1906 im Sommer
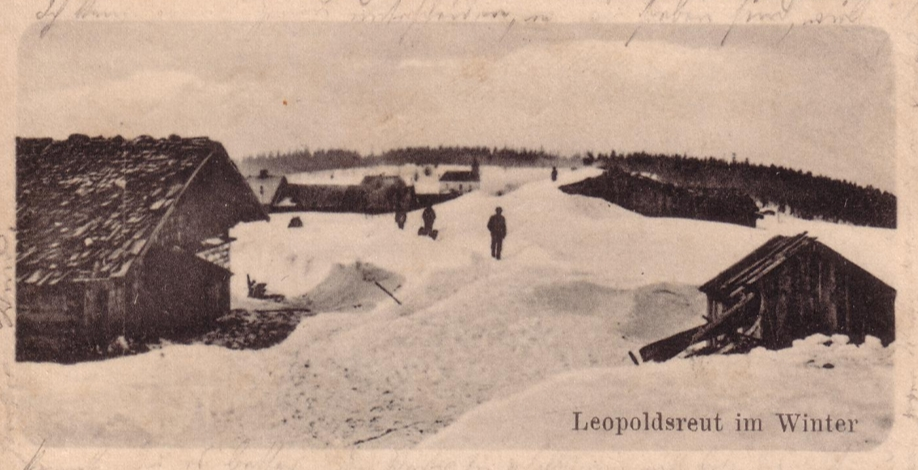
Postkarte von 1906 im Winter
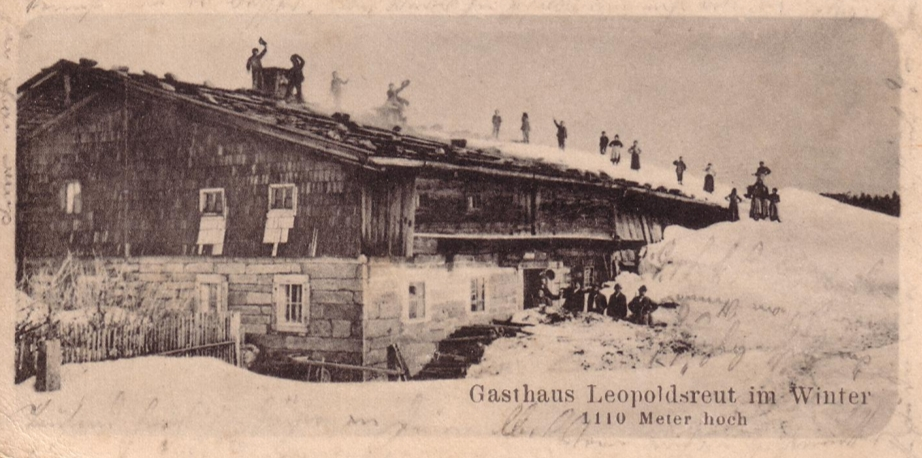
Postkarte von 1906 Gasthaus
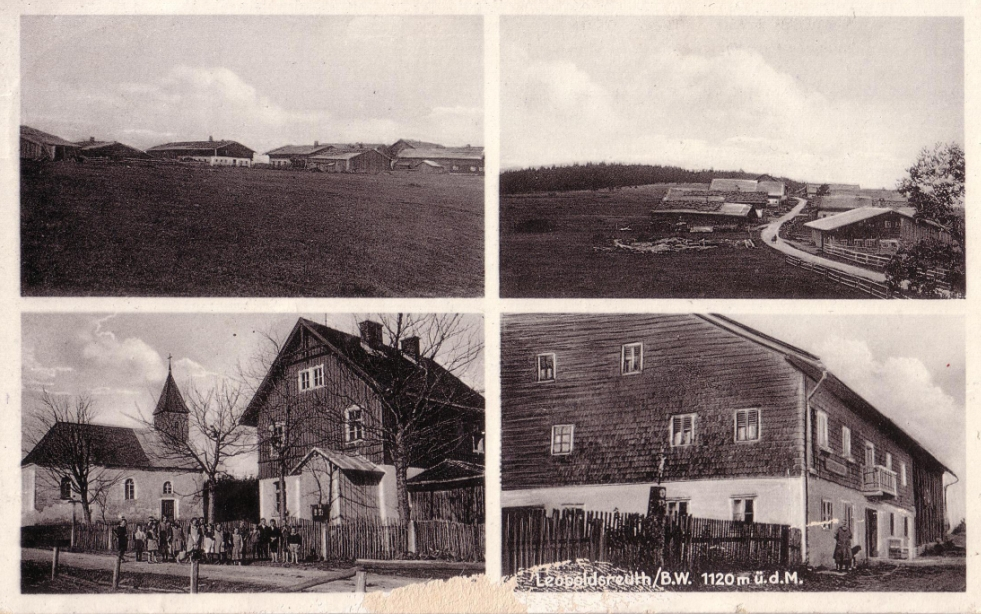
Postkarte von 1935 Gasthaus zur luftigen Höhe

## Belege
1. ↑  Bayerisches Statistisches Landesamt (Hrsg.): Historisches Gemeindeverzeichnis : Die Einwohnerzahlen der Gemeinden Bayerns in der Zeit von 1840 bis 1952 (= Beiträge zur Statistik Bayerns. Heft 192). München 1954, DNB 451478568, OCLC 311071516, S. 74–75, urn:nbn:de:bvb:12-bsb00066439-3 (Digitalisat – Landkreis Wolfstein, Fußnote 6).
2. ↑  Wilhelm Volkert (Hrsg.): Handbuch der bayerischen Ämter, Gemeinden und Gerichte 1799–1980. C. H. Beck, München 1983, ISBN 3-406-09669-7, S. 595.
3. ↑  Nachruf auf Stilla Moritz.

Koordinaten: 48° 50′ N, 13° 41′ O